# Pierre Martino
Pierre Martino (* 29. Juni 1880 in Clermont-Ferrand; † 1953) war ein französischer Romanist, Literaturwissenschaftler und hoher Verwaltungsbeamter des Unterrichtswesens.

## Leben und Werk
Martino besuchte Schulen in Lyon und Paris (Lycée Louis-le-Grand), studierte an der École normale supérieure (1899–1902), bestand die Agrégation und war Gymnasiallehrer in Constantine (1902–1904) und Algier (1904–1907). Er habilitierte sich 1906 in Paris mit den beiden Thèses L'Orient dans la littérature française au XVIIe siècle et au XVIIIe siècle (Paris 1906, 1970, 2011) und Ausone et les commencements du christianisme en Gaule (Alger 1906) und lehrte von 1910 bis 1933 an der Universität Algier (ab 1924 als Dekan). Später war er Rektor der Akademien (= regionalen Verwaltungseinheiten des gesamten Unterrichtswesens)  von Poitiers (1933–1937), Algier (1937–1941) und Aix-en-Provence (1941–1943), sowie von 1943 bis 1946 Professor an der Universität Bordeaux und von 1946 bis zum Ruhestand 1952 Generalinspektor des Hochschulwesens.

## Weitere Werke
- Le Roman réaliste sous le Second Empire, Paris 1913, Genf 1972
- Stendhal, Paris 1914, 1934, 1990
- Le Naturalisme français (1870–1895), Paris 1923, 8. Aufl. 1969
- Verlaine, Paris 1924, 1930, 1944, 1951
- Parnasse et symbolisme, Paris 1925, 9. Auflage 1954, 1970
- (Hrsg.) Stendhal, Racine et Shakespeare, 2 Bde., Paris 1925, 1967–1974, 1986
- (Hrsg.) François Hédelin d'Aubignac, La pratique du théâtre, Alger  1927, Paris 1996
- (Hrsg.) Stendhal, La Chartreuse de Parme, 2 Bde., Paris 1928
- (Hrsg.) Mérimée, Théâtre de Clara Gazul, Paris 1929
- (mit Edmond Eggli) Le débat romantique en France 1813–1830. Pamphlets, manifestes, polémiques de presse, Paris 1933
- L'époque romantique en France 1815–1830, Paris 1944, 6. Auflage 1967
- (mit J. Caillat) Littérature française. Histoire littéraire, textes choisis, 2 Bde., Paris 1946–1947
- (Hrsg.) Stendhal,  Souvenirs d'égotisme, Paris 1954